# Bdellocephala annandalei
Bdellocephala annandalei és una espècie de triclàdide dendrocèlid endèmic del llac Biwa-ko, situat a la part central de Honshū, Japó. Habita a fondàries d'entre 30 i 100 metres.

## Descripció
Els espècimens més grans i sexualment madurs poden arribar a mesurar fins a 35-40 mm de longitud i entre 10 i 12 mm d'amplada.

## Cariologia
El nombre cromosòmic de B. annandalei és de 2x = 28. El primer parell de cromosomes metacèntrics és molt llarg. També presenta quatre parells de cromosomes submetacèntrics relativament llargs i nou parells de cromosomes metacèntrics força petits. Quan es dona la meiosi, es generen 14 bivalents.